# Hendrik IV van Naaldwijk
Hendrik IV van Naaldwijk (c. 1430 - 1496) was erfmaarschalk van Holland en heer van Naaldwijk, Honselersdijk en Capelle. Tegen 1455 trouwde Hendrik met Machteld van Raaphorst, met wie hij een dochter kreeg, Wilhelmina van Naaldwijk.
Hij was een zoon van Willem III van Naaldwijk en Wilhelmina van Egmond en Wateringen. Hij financierde de bouw van de St. Adriaanskerk van Naaldwijk, nadat deze was verwoest door brand. Ook liet hij het Heilige Geesthofje bouwen dat bestemd was voor arme en oudere mannen en stichtte hij een klooster in het Hof van Wateringen.
Dankzij het portret is te zien dat Hendrik leed aan rhinophyma. Na zijn dood in 1496 werd hij begraven in het klooster dat hij had gesticht. Met zijn dood eindigde het geslacht Van Naaldwijk in mannelijke lijn.